# ビードロック
ビードロック（英: Beadlock）とは、自動車のホイールにタイヤのビードを挟んで固定する部品である。本項ではビードロックの外観を模した装飾部品のストリートロック、オートバイ用タイヤに用いられるビードストッパーについても記述する。

## 概要
ビードロックはタイヤの空気圧を意図的に下げて走行する際に、ビードがホイールリムから外れることを防止するために用いられる。一般的な自動車は車種ごとに最適な空気圧がメーカーによって指定されていて、指定より極端に低い空気圧にしない限りは、ビードロックを使用しなくてもビードが空気圧によってホイールリムの内側に押し付けられて保持されている。したがって、通常の用途で使用される自動車ではビードロックは必要とはされない。しかし、ダートトラックレースやオフロードレースでは、しばしばタイヤの空気圧を極端に下げて、トレッドの接地面積を増やしたり、路面の凹凸を包み込むようにしてグリップ力を高めるような使い方をする場合がある。こうした条件下では空気圧による保持だけでは不十分であるため、ビードロックが用いられることが多い。
あるいは、NASCARやインディカーなどの車両にも用いられる。これらの競技ではオーバルコースを時速300 km以上を維持したまま周回し、ときにはコース上でスピンしてタイヤに対して横方向の強い荷重を受ける場合がある。この状況でビードがリムから脱落すると車両が高速で横転して危険な状態となるため、強い横荷重を受けてもビードが脱落しないようにビードロックが取り付けられる。

## 標準型ビードロック
標準型ビードロック(ひょうじゅんがた-、英: Standard beadlock)はタイヤの外側ビードをリムとアウターリングと呼ばれる金属製のリングで挟み、ボルトで固定するように設計されたビードロックである。アウタービードロック(英: Outer beadlocks)とも呼ばれる。内側のリムは通常のホイールと同様に空気圧のみでリムを保持する構造になっているが、外側のリムはビードロックと組み合わされることを前提に作られていて、アウターリング無しではビードを保持することができない。気密性を保つために高いトルクで締め付けられている（約28Nmが一般的な締め付けトルク）。またボルトやアウターリングなどによりホイールの外側が重くなる。

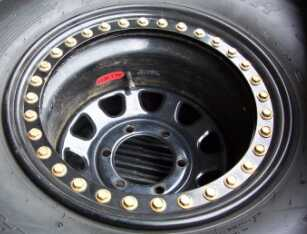
標準型ビードロックはこのようなボルトでホイールに固定される。
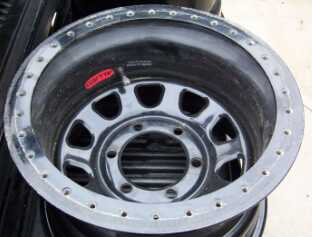
ボルトとアウターリングを取り外した標準型ビードロックホイール。リムの外側にビードを嵌める溝が設けられている様子が良く分かる。

## 内蔵型ビードロック
内蔵型ビードロック（ないぞうがた-、英: Internal beadlock、インナービードロック）はタイヤ内部の空間を同心円上に2層の構造として、内側のビードに近い部分に高圧の空間とし、外側のトレッドに近い部分を低圧の空間とする部品である。空間を分ける構造はケースと呼ばれ、主にポリエステル布でつくられている。ケースの内側にタイヤよりも外径の小さなタイヤチューブを入れてビードを保持するのに十分な圧力で膨張させ、ケースの外側の空間はオフロード走行のための任意の圧力で膨張させる。それぞれの空間に独立して空気を送り込むため複数のエアバルブが必要となり、専用設計のホイールにはエアバルブを通す穴が2つ開けられている。通常のホイールでも新たに穴を開けることで内蔵型ビードロックビードロックを利用できる場合がある。

## ストリートロック
ストリートロック(Streetlocks)とは、標準型ビードロックを模した金属又は樹脂製リングを取り付けられるように設計（若しくは改造）されたホイールや、その様なホイールに取り付けるためのリングを指す。端的に言えばドレスアップパーツの一種のため、ストリートロック自体にはビードロック機能は一切ない。
SUVやクロカン4WDを街乗りにしか使用しないドライバーの間で純粋なドレスアップ目的で用いられるほか、オフロードドライバーの間でも車体の雰囲気を極力変えないために街乗り用タイヤを履かせるホイールに用いたり、或いは内蔵型ビードロックと併用する形でオフロード走行に用いられることもある。

## ビードストッパー
ビードストッパー(Bead Stopper)とは、オフロードバイクのタイヤに用いられるビードロックで、海外ではリムロック(Rim Lock)とも呼ばれる。
湾曲した小型の金属板をタイヤチューブとリムの間に挿入し、タイヤビードを挟み込んでボルトで締め付けることでビードの一部を固定する。
多くのオフロードバイクのホイールリムにはタイヤバルブの180°反対側にゴム製の蓋が嵌め込まれており、ビードストッパーを使用する際にはこのゴム蓋を取り外してビードストッパーのボルトを通す穴として利用出来るようになっている。
このような構造を持つホイールの場合、通常のストリート用タイヤでもオフロード用のノビータイヤでもビードストッパーを利用することが可能であるが、ビードストッパー自体の重量でホイールバランスが未装着時と比較して悪化するため、高速走行を行うストリート用タイヤを装着するホイールではビードストッパーを使用しないことが望ましい。